# Ezio Cini
Ezio Cini (Lari, 12 maggio 1945 – Roma, 1º novembre 2021) è stato un tiratore a segno italiano.

## Biografia
Nato nel 1945 a Lari, in provincia di Pisa, dal 2014 parte del comune di Casciana Terme Lari, era tesserato per il TSN Milano.
Ai Mondiali di Seul 1978, in Corea del Sud, fu campione iridato nel bersaglio mobile misto 50 m a squadre, vincendo con 1512 punti insieme a Italo Mari, Giovanni Mezzani e Fiorenzo Zanella su Germania Ovest e Finlandia, e conquistò il bronzo nella gara individuale della stessa specialità, chiudendo con 383 punti, dietro allo stesso Giovanni Mezzani e al tedesco occidentale Günther Danne.
A 39 anni partecipò ai Giochi olimpici di Los Angeles 1984, nel bersaglio mobile 50 m, chiudendo all'ottavo posto con 576 punti.
Agli Europei fu invece sesto nel bersaglio mobile 10 m a Oslo 1980, in Norvegia, con 356 punti, e nella stessa gara settimo a L'Aia 1982, nei Paesi Bassi, con 371 punti, e quinto a Dortmund 1983, in Germania Ovest, con 374 punti.
Dopo il ritiro fu allenatore di tiro a segno al bersaglio mobile e anche capo delegazione per gli atleti italiani in tornei internazionali militari di karate in Belgio, nel 1998 e 1999.
Già durante la carriera agonistica (dal 1966) lavorò come carabiniere, era brigadiere al momento della vittoria delle due medaglie mondiali e luogotenente al termine della carriera militare, dopo 41 anni, nel 2007, quando fu decorato con la Croce di bronzo al merito dell'Arma dei carabinieri.
Morì nel 2021, a 76 anni.

## Palmarès

### Campionati mondiali
- 2 medaglie:
  - 1 oro (Bersaglio mobile misto 50 m a squadre a Seul 1978)
  - 1 bronzo (Bersaglio mobile misto 50 m a Seul 1978)